# Marata
Marata (gr. Μαράθα, tur. Muratağa) – wieś na Cyprze, w dystrykcie Famagusta. Położona jest na terenie republiki Cypru Północnego.